# Claude Campagne
Claude Campagne est le nom de plume d'un couple d'écrivains français : Jean-Louis (1914-1995) et Brigitte Dubreuil (1928-2009).

## Biographie
Jean-Louis Dubreuil, diplômé de Sciences politiques, s'est engagé dans les métiers de l'édition, dans le monde littéraire et journalistique parisien des années 1950. Journaliste et romancier, il crée en 1942, à Clermont-Ferrand, Siroco, hebdomadaire illustré pour la jeunesse, puis travaille pour les publications de la Ligue féminine d'action catholique française à Foyer 1947, qui deviendra France-47, puis France-48, France-49 et enfin France Magazine où il fit engager notamment Jean-Louis Foncine. Il collabore aussi avec Daniel-Rops et conçoit sans succès plusieurs projets de journaux.
Il est l'auteur de Capitaine du Jamboree chez Alsatia et de quelques nouvelles dans les albums de Suzette en vacances (signées Jean-Louis Dubreuil, alors tout jeune auteur) et participe à la rédaction des Fusées, almanach de la collection Signe de Piste (où il signe plusieurs récits).
Brigitte Dubreuil (née Brigitte Huret) est boulonnaise. Elle est jeune lorsqu'elle rencontre Jean-Louis Dubreuil chez sa sœur Marie-Thérèse Geneviève de Corbie (épouse de Arnauld de Corbie).
Un complet changement de vie s'amorce quand le couple quitte Versailles et Paris pour s'installer à Ostrohove non loin de Boulogne-sur-Mer, où Jean-Louis Dubreuil travaille comme courtier maritime prenant la suite de son beau-père (les métiers de la mer sont abondamment présents dans nombre de ses œuvres et en particulier dans Les Enfants de la brume et ses suites).
Ils écrivent ensemble les œuvres signées du pseudonyme de Claude Campagne, dont la plus connue est Adieu mes quinze ans, tirée à plus de 650 000 exemplaires, dont 450 000 exemplaires en France, traduite en onze langues et récompensée par le Grand Prix de Littérature de la Fédération des Associations de Parents d'élèves des  Lycées et Collèges français. Le roman fait l'objet d'une adaptation télévisée à succès maintes fois diffusée. Le ton reste décalé par rapport aux années d'après mai 68.
Beaucoup plus tard, à la suite d'un bouleversement intime et spirituel, le couple donnera de nouvelles suites à la saga du Cadran Solaire, la ferme château où habite l'héroïne d'Adieu mes quinze ans. Il s'agit de Le Jour où Dieu m'a tutoyé et de Guillaume ou la mémoire naufragée, qui évoque la mémoire d'un pêcheur boulonnais, Guillaume, fiancé à une ramendeuse habitante des « Quilles en l'air » (barques, flobarts naufragés de la pêche en Boulonnais, récupérés et habités par les veuves et enfants de marins péris en mer). Si la veine de ces derniers romans est plus militante, on retrouve dans Guillaume l'intérêt pour la vie dans le comté de Boulogne, balayé par les vents et les tempêtes.
En 1990, Brigitte Dubreuil rencontre l'éditeur Christian Navarro. Ce dernier l'encourage à réécrire. Jean-Louis Dubreuil meurt le 3 janvier 1995. Brigitte lui a dédié un livre de mémoire, Ce printemps que je voulais t'offrir. En 2004, Brigitte Dubreuil publie Un impossible amour puis, en 2008, elle livre un premier jet du Cahier bleu qui paraît en 2012, à titre posthume, car l'auteure est décédée le 24 décembre 2009.

### Famille
Ils ont six enfants dont Marie-Joseph, qui meurt à sa naissance en 1962, aussitôt après son baptême, et l'écrivain Grégoire Dubreuil.

## Œuvre

### Signée Claude Campagne
- De Brigitte et Jean-Louis Dubreuil :
  - Adieu mes quinze ans, Collection Spirale, éditions GP, 1960, réédition chez Christian Navarro, 2006
  - Les Enfants de la brume suite du précédent, coll. « Spirale », éditions GP, 1969, réédition chez Christian Navarro, 2009
  - Un garçon, une fille, coll. « Spirale », éditions GP, 1969
  - Quinze histoires d'amitié, éditions Gautier-Languereau, 1972
  - Le Jour où Dieu m'a tutoyé, éditions L.L.B., 1984
  - La Maison sans clé, éditions L.L.B., 1986
  - Guillaume ou la mémoire naufragée, éditions L.L.B., 1988
- De Brigitte Dubreuil :
  - La Jeune Fille venue du nord, éditions L.L.B., 2001
  - Mes Étoiles pour ton Collier, éditions Christian Navarro, 2001
  - Un Impossible amour, éditions Christian Navarro, 2004
  - Le Cahier bleu, éditions Christian Navarro, 2012

### Signée Brigitte Dubreuil
- Histoire de l’enfant Jésus, éditions Bias, 1954, in les « Contes du Gai Pierrot »
- Ce printemps que je voulais t'offrir (biographie du couple), éditions L.L.B., 2001

### Signée Jean-Louis Dubreuil
- 1846-1946. Une famille, une usine : Hétier frères, Mesnay, Impr. des Beaux arts, 1948
- Le Capitaine du Jamboree, éditions Alsatia, coll. Signe de Piste no 45, 1951. Réédition avec modification du texte aux éditions Alsatia, coll. Signe de piste no 147, 1962. Réédition aux éditions Gautier-Languereau, coll. 3 Romans (dans 3 Romans de mer avec Nuno de Lazaré d'L. N. Lavolle et Mystère à bord d'Henriette Robitaillie), 1974.
- L'A.B.C. vivant, éditions Tallandier, 1953
- Expédition de secours, éditions  Alsatia, coll. Signe de Piste, 1957 - édition en allemand sous le titre Die Botschaft ohne Absender, coll. Spurbücher (32), éditions Verlag Alsatia, 1963

## Adaptation à la télévision
- 1971 : Adieu mes quinze ans, série télévisée de Claude de Givray avec Patricia Calas, Christian Baltauss, Lill Borgesson, Patrick Verde, Henri Guisol et Jany Holt